# Atlas de Meyer

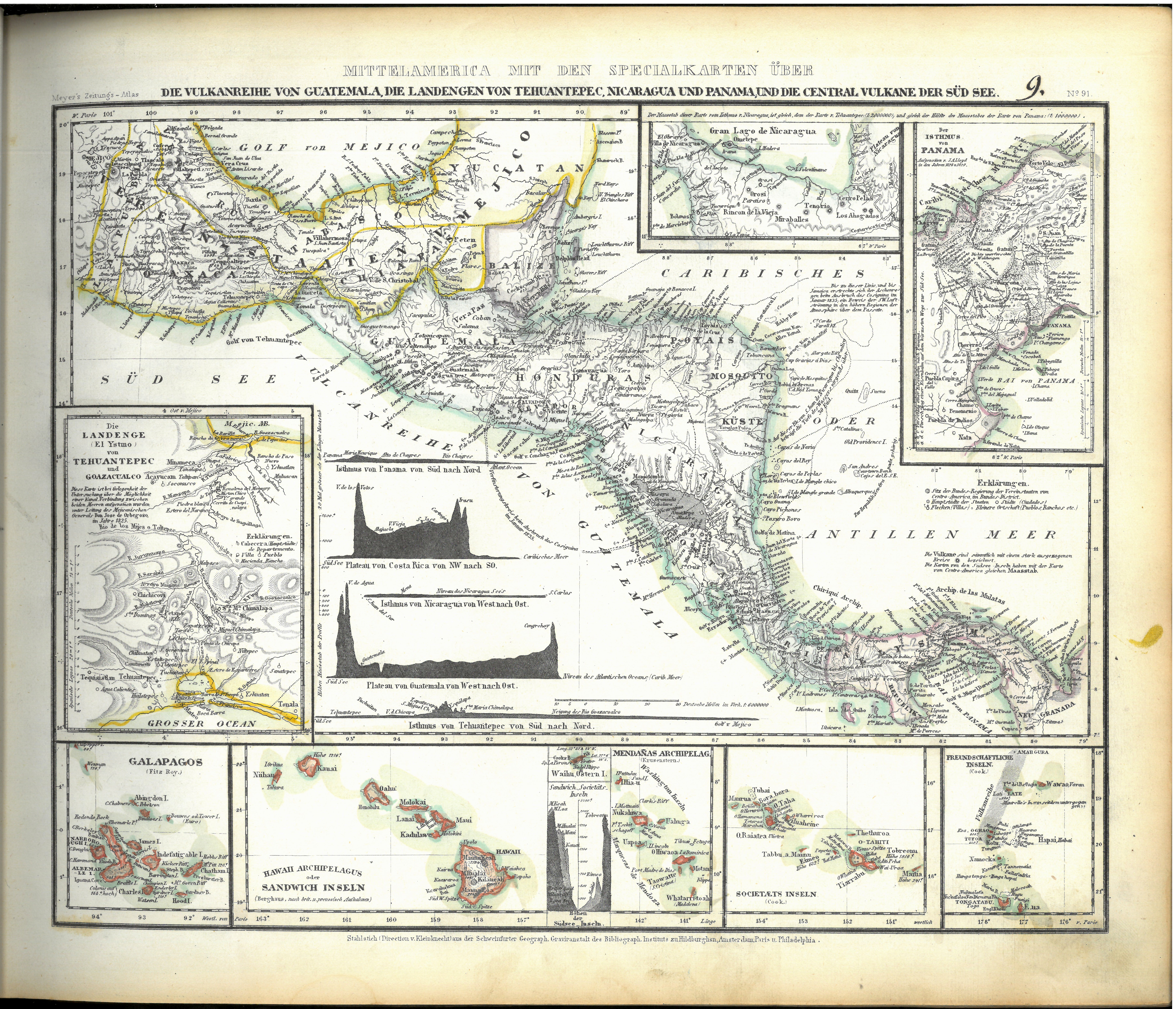
L'Amérique centrale dans le Zeitungsatlas (« Atlas des journaux ») de 1850.

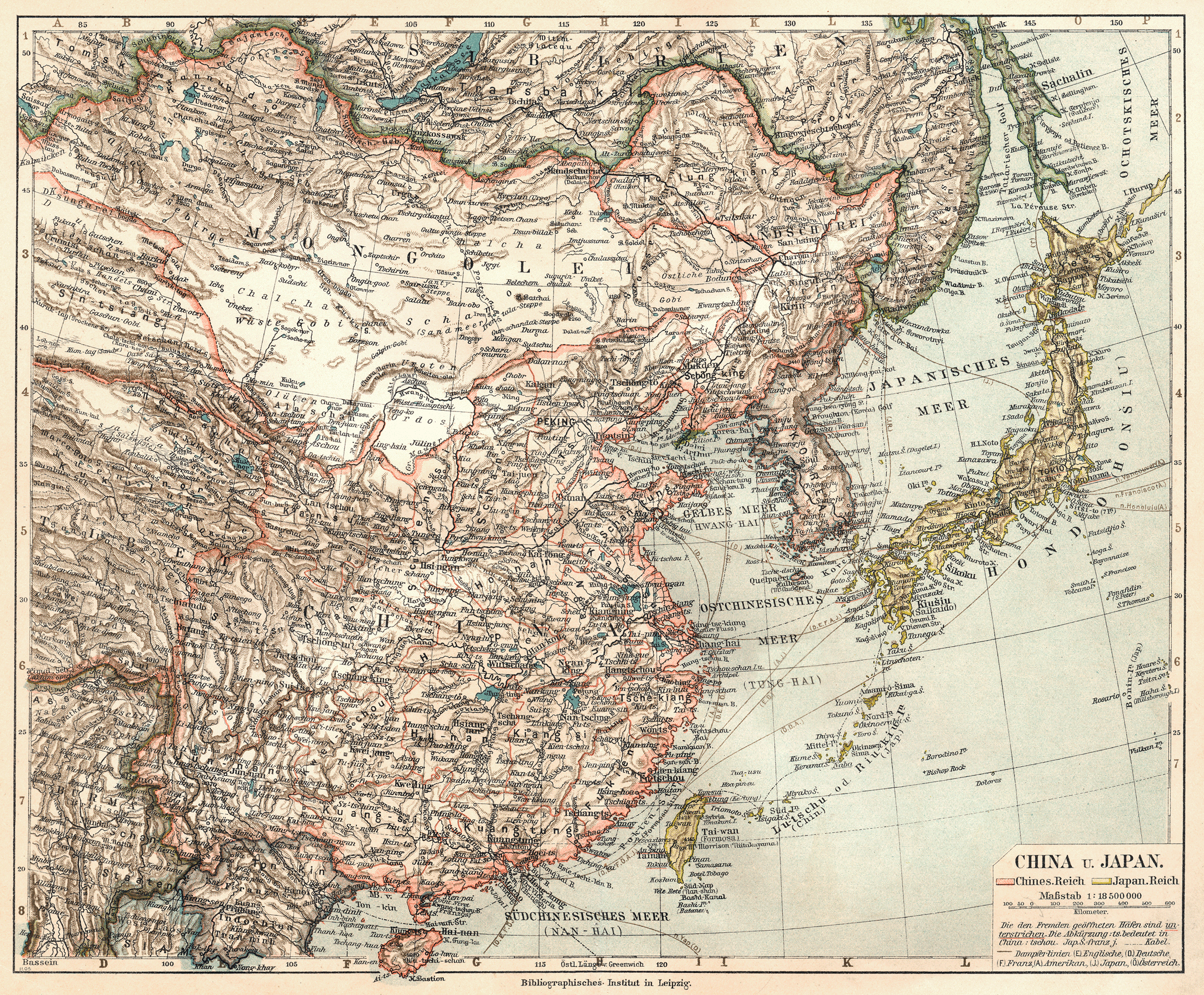
La Chine et le Japon dans lAtlas géographique de 1905.

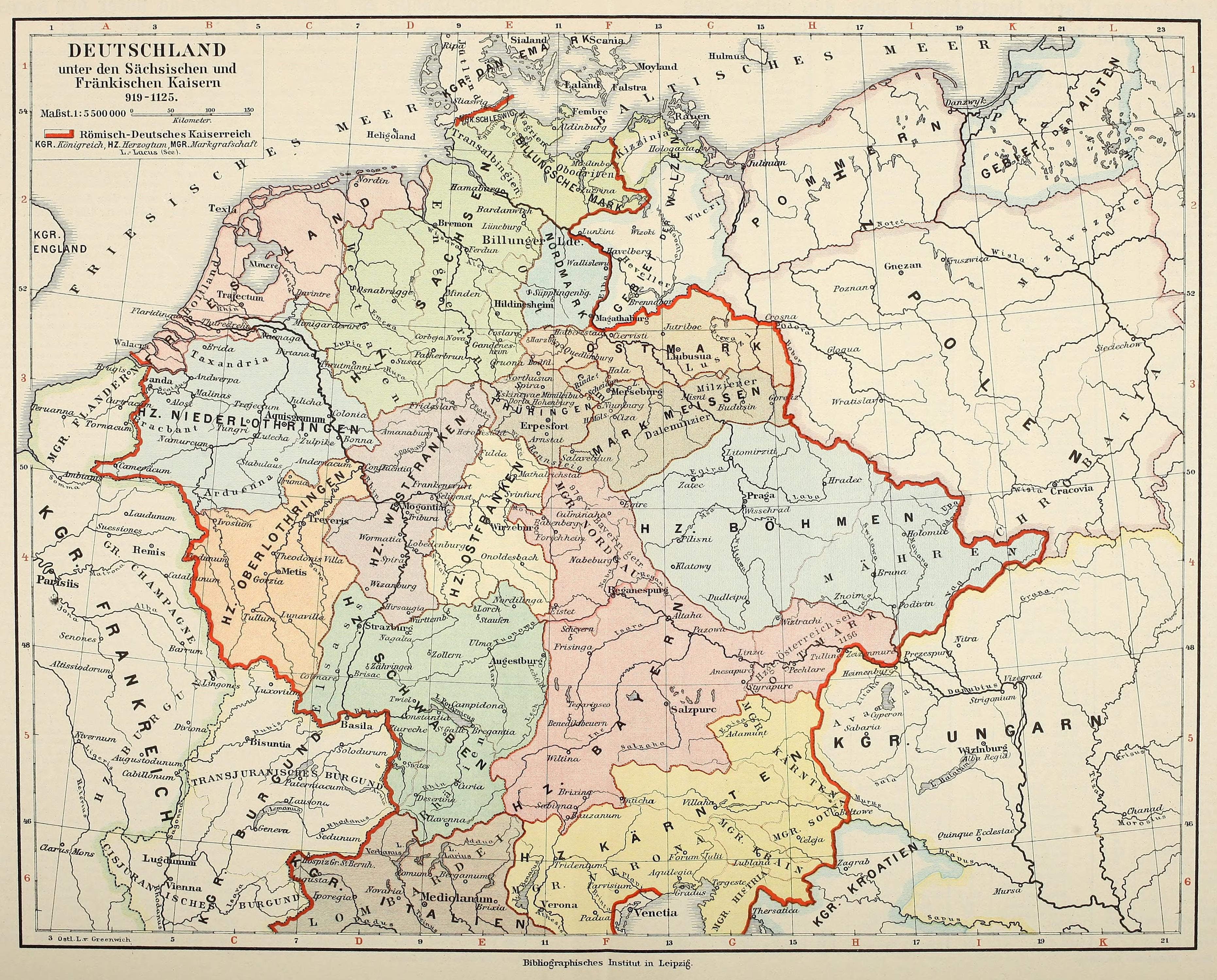
Le Saint-Empire romain germanique entre 919 et 1125 dans lAtlas historique (1911).

L'Atlas Meyer (en allemand Meyers Handatlas) est le nom générique donné à plusieurs atlas publiés par le Bibliographisches Institut, fondé à Gotha en 1826 par Carl Joseph Meyer.
À partir de 1830, Meyer se mit à publier également des cartes et des ouvrages cartographiques dans son propre[Quoi ?]. Ces feuillets furent rassemblés dans différentes compositions afin de former différents atlas, tels que le Neuer Großer Schulatlas destiné aux écoles, le Meyer's Universal-Atlas, ou encore le Meyer's Zeitungsatlas für Krieg und Frieden. Des cartes propres à l'ouvrage ont également été ajoutées à l'encyclopédie de Meyer.
En 1843, Carl Joseph Meyer produisit son premier véritable atlas, capable de répondre aux exigences scientifiques. Le Große Hand-Atlas über alle Theile der Erde (« Grand atlas de toutes les parties du monde ») parut sous forme de 171 feuillets paraissant au fil de leur création — il ne fut achevé qu'en 1860. On n'en a conservé aujourd'hui que quelques exemplaires.
Les feuillets de cartes étaient réalisées en gravure sur acier et conçues en grande partie par le major Radefeld. La nouveauté ici était l'inclusion de cartes avec des indications d'altitude, de cartes comprenant des plans de villes, ainsi que des cartes thématiques. L'accent mis sur les cartes du Nouveau Monde constituait également une particularité pour l'époque. En outre, l'atlas contenait des cartes à grande échelle réparties sur plusieurs feuillets individuels. Certaines cartes de l'atlas ont été réassemblées pour de nouvelles publications, comme par exemple le Meyer‘s Auswanderungs-Atlas in 48 Karten der westlichen Hemisphäre (« Atlas de l'émigration de Meyer en 48 cartes de l'hémisphère occidental »).
À partir de 1862 la maison d'édition de Meyer publia un atlas moins volumineux, aussi connu sous le nom d'« Atlas de poche de Ravenstein », du nom du directeur de l'institut cartographique Ludwig Ravenstein. Sept éditions de cet atlas furent publiées jusqu'en 1877.
Par la suite, Meyer produisit des recueils de cartes au format encyclopédique pensés comme des compléments à ses Encyclopédies ; puis, à partir de 1892, ces derniers parurent en tant que volumes indépendants, sous le titre Meyer's kleiner Handatlas (« Petit atlas de Meyer ») — un nom qui fut simplifié dès la deuxième édition en Meyer's Handatlas. Douze éditions de cet ouvrage ont été publiées jusqu'en 1936, sans compter quelques éditions spéciales et abrégées. Au XXe siècle le Meyers Neuer Geographischer Handatlas (« Nouvel atlas géographique Meyer », 1966) et le Großes Duden-Lexikon Weltatlas (« Grand atlas mondial Duden », 1969) prirent la relève du vénérable Meyer.